# Mândra, Brașov
Mândra este satul de reședință al comunei cu același nume din județul Brașov, Transilvania, România.
În cadrul planului de dezvoltare durabilă a județului Brașov, comuna Mândra face parte din Microregiunea Dumbrava Narciselor, alături de comunele Comăna, Părău, Șinca Nouă, Șinca și Șercaia, scopul fiind promovarea regiunii și dezvoltarea de proiecte comune.

## Date geografice
Satul Mândra este situat în Țara Făgărașului, pe șoseaua națională DN1 (E68), la circa 5 kilometri depărtare de Făgăraș, spre est. Are vecini satul Șercaia (spre est), Toderița (spre sud), Râușor (spre sud-vest), Șona (spre nord), iar municipiul Făgăraș, spre vest. Calea ferată 200 trece pe la marginea nordică a localității Mândra. La stația de cale ferată Mândra opresc trenurile de persoane.

## Atracții turistice
- În partea de nord a localității, în lunca Oltului, se află Rezervația Naturală Zona Umedă Mândra.
- Muzeul de Pânze și Povești

## Demografie
- 1733 - 38 familii - cca 190 persoane
- 1976 -                4.200 persoane
- 2002 -                2.933 persoane

## Istorie
Mândra este atestată documentar din anul 1400, printr-un act de danie din timpul domniei lui Mircea cel Bătrân. Printre vechii boierii munteni din Mândra se numără: Micu, Stoica, Cocan, Taflan, Comșa.
În anul 1733, când episcopul român unit cu Roma (greco-catolic) Inocențiu Micu-Klein a dispus organizarea unei conscripțiuni în Ardeal, în localitatea Mândra (cu denumirea ortografiată: Mendra) au fost recenzate 38 de familii, cu alte cuvinte, la Mândra trăiau vreo 190 de persoane. Din registrul aceleiași conscripțiuni mai aflăm că au fost recenzați doi preoți având prenumele Rád (Radu). Cei doi preoți erau neuniți (ortodocși). În localitate funcționa o biserică ortodoxă, iar de pe fâneața parohiei se strângea, anual, un car de fân.Denumirea satului Mendra, precum și prenumele celor doi preoți ortodocși, Rád, erau redate în ortografie maghiară, întrucât rezultatele conscripțiunii erau destinate unei comisii formate din neromâni, în majoritate unguri.

## Imagini

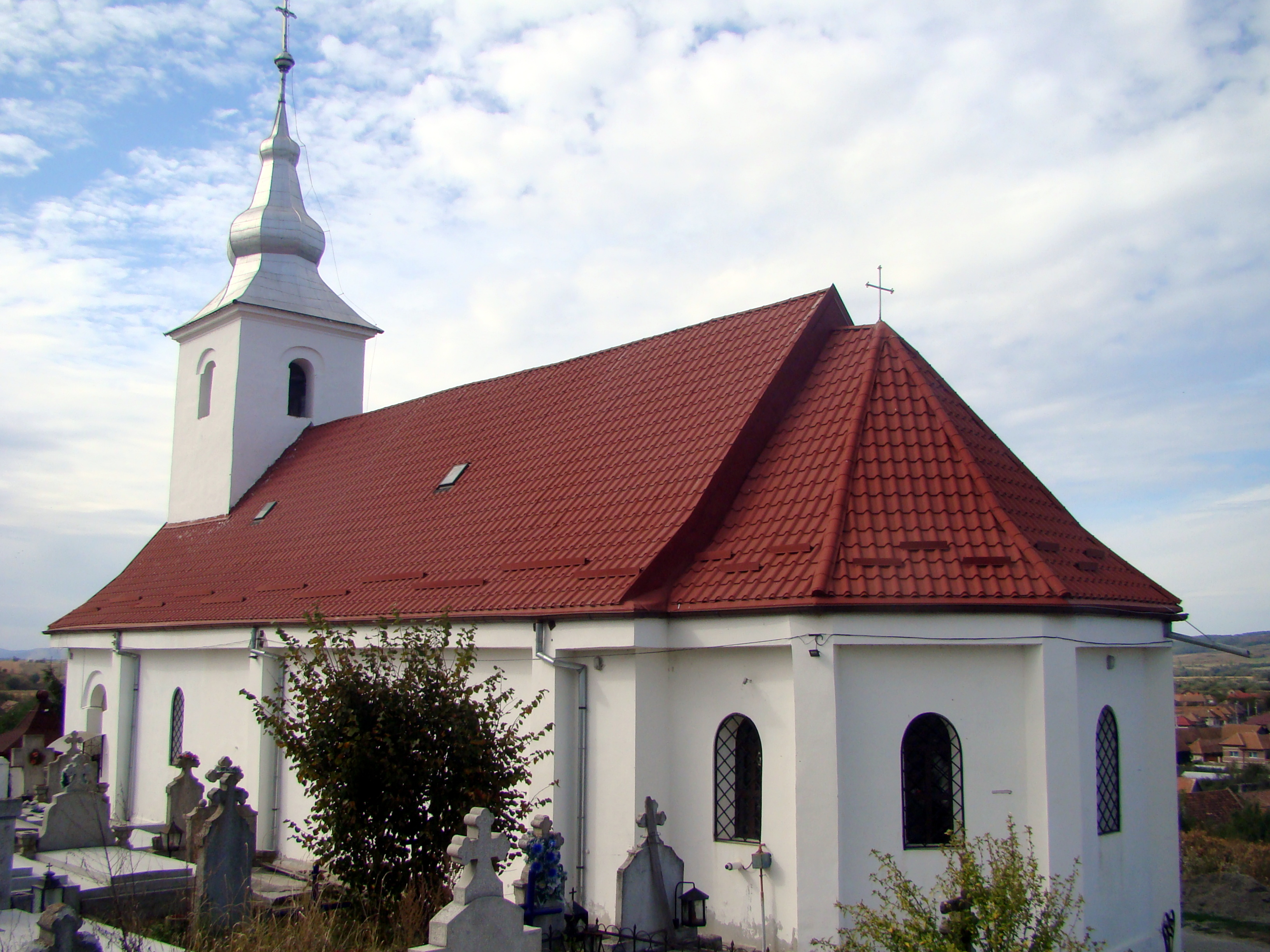
Biserica Sfânta Treime, din Mândra

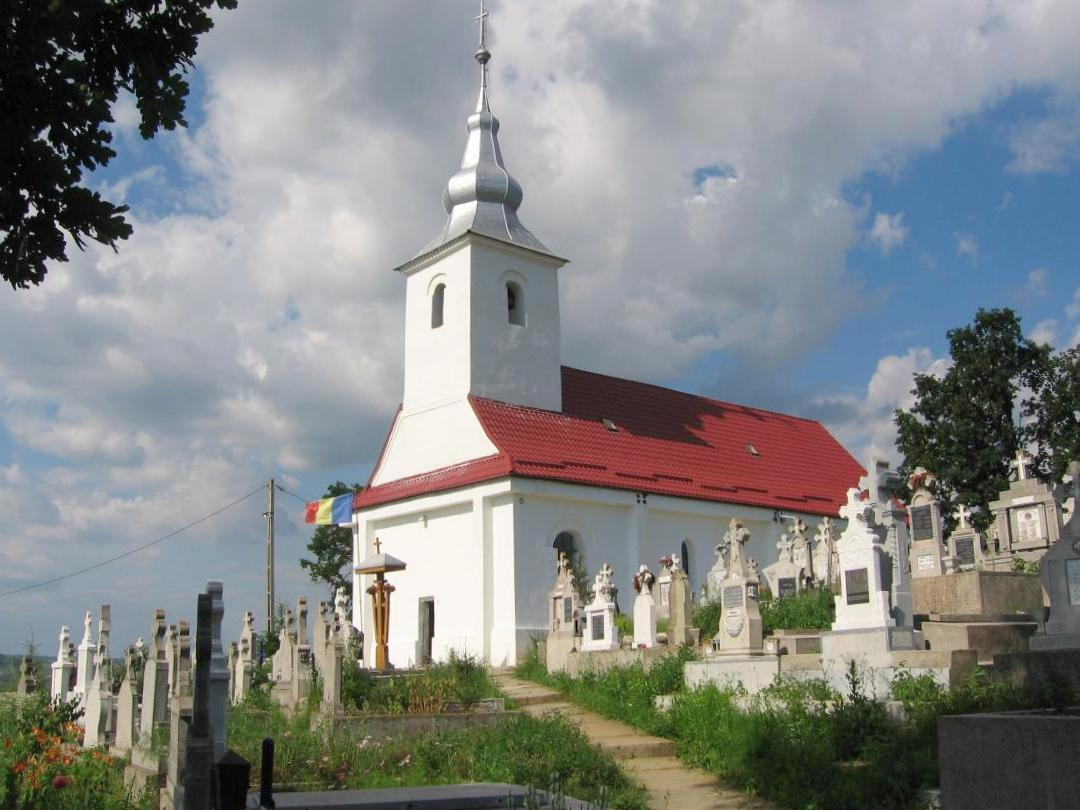
Biserica Sfânta Treime, din Mândra

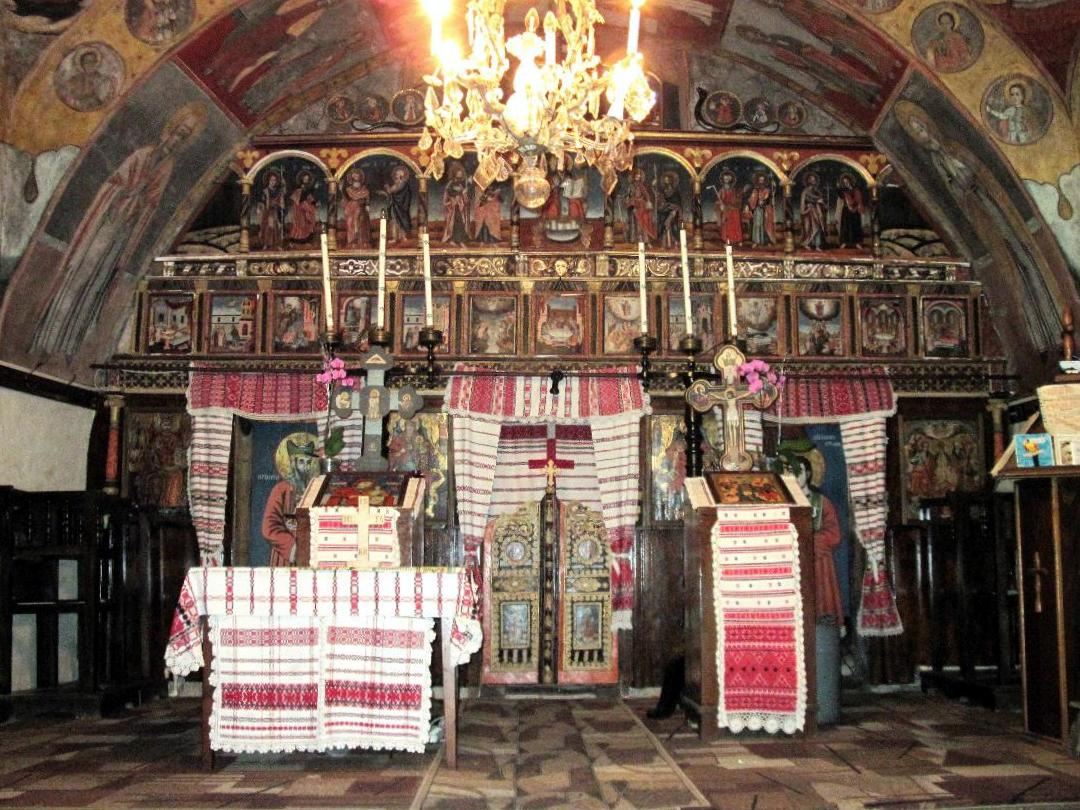
Interiorul biserici

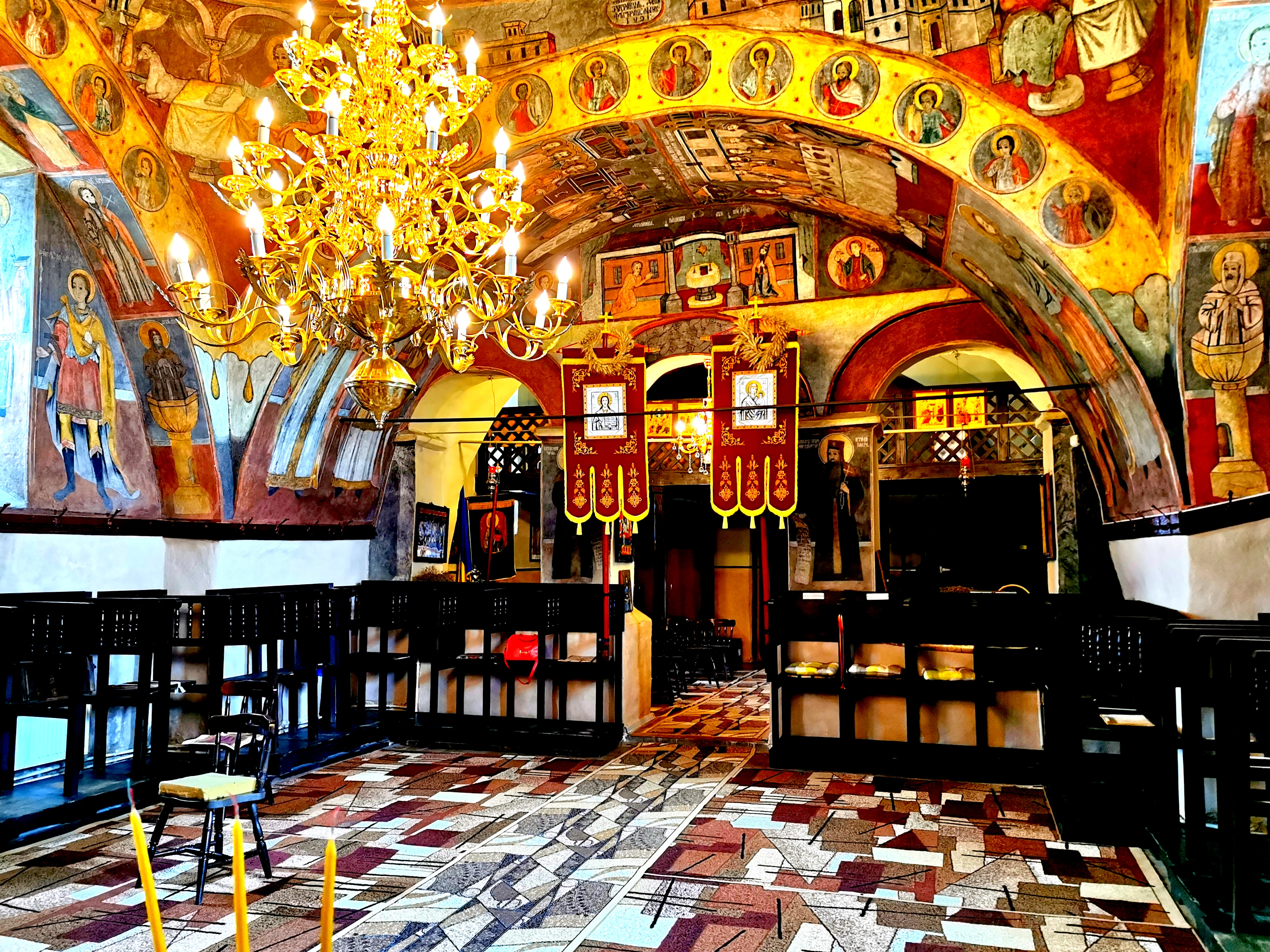
Nava spre ieșire

## Personalități
- Ilie Beleuță (1878-1972), preot ortodox român, deputat în Marea Adunare Națională de la Alba Iulia.
- Horia Sima (1906-1993), profesor de liceu și politician român, comandant al Mișcării Legionare.
- Mariana Târcă (n. 1962), fostă jucătoare de handbal și antrenoare română.